# Sminthopsis granulipes
Il dunnart dalla coda bianca (Sminthopsis granulipes Troughton, 1932) è un piccolo marsupiale della famiglia Dasyuridae, endemico dell'Australia.